# Nintendocore
Nintendocore – gatunek muzyczny łączący metalcore z elementami muzyki 8-bit.

## Historia
Ruch został zainicjowany przez grupę muzyczną Horse the Band, której frontman, Nathan Winneke, wpadł na pomysł, żeby w takowy sposób określać ich twórczość. Nagrali pięć studyjnych albumów, które demonstrują ten styl. Pierwszą z nich było Secret Rhythm of the Universe, wydane w roku 2001. Do innych grup wykonujących ten typ muzyki można zaliczyć The Advantage i Powerglove, które grają ścieżki dźwiękowe z gier w wersji heavymetalowej.

## Charakterystyka
U zespołów grających nintendocore można usłyszeć gitary elektryczne, perkusję oraz inne instrumenty, charakterystyczne dla metalcore’u, połączone z elektronicznymi bitami i muzyką z gier wideo. Niektóre zespoły przerabiają głos wokalisty syntezatorami lub innymi urządzeniami, lecz jest to rzadkością. Najczęstszą formą wokalną jest krzyk typowy dla metalcore’u.